# Hans-Dieter Lange
Hans-Dieter Lange (* 20. Juni 1926 in Elbing; † 18. Mai 2012 in Berlin) war ein deutscher Fernsehjournalist. Als Sprecher der Hauptnachrichtensendung des Fernsehens der DDR „Aktuelle Kamera“ war er bis zur Wende Chefsprecher des Sprecherkollektivs. 

## Leben
Nach dem Abitur besuchte Lange die Schauspielschule in Danzig. 1944 wurde er zur Wehrmacht eingezogen, 1945 geriet er in kanadische Kriegsgefangenschaft, bis 1946 arbeitete er als Sanitätshelfer im UNRRA-Lager Bergen-Belsen. Nach Schauspielengagements am Stadttheater Hildesheim und an den Städtischen Bühnen Bonn begann er 1950 als Sprecher beim DDR-Rundfunk.
1963 tauschte er das Rundfunkmikrophon mit der Fernsehkamera und wurde bald zum Chefsprecher der „AK“; diese Position behielt er bis 1990. Ganz abschwören konnte er dem Rundfunkmedium jedoch nie, und so war er hin und wieder auch dort als Sprecher zu hören. Als Chefsprecher oblag ihm ebenfalls die Aus- und Weiterbildung des Sprechernachwuchses.
In der Fernsehserie Spuk unterm Riesenrad sowie in dem Kinderfilm Wenn’s donnert, blüht der Gummibaum spielte Hans-Dieter Lange einen Nachrichtensprecher. In dem Spielfilm Ernst Thälmann – Führer seiner Klasse spielte er ebenfalls einen Rundfunksprecher.
1989 erhielt er den Vaterländischen Verdienstorden in Silber.

## Hörspiele
- 1963: Bernhard Seeger: Rauhreif (Sprecher) – Regie: Theodor Popp (Hörspiel – Rundfunk der DDR)
- 1970: Wil Lipatow: Viktoria und die Fischer (Sprecher) – Regie: Theodor Popp (Hörspiel – Rundfunk der DDR)
- 1975: Jules Verne: Die Erfindung des Verderbens (Erzähler) – Regie: Andreas Scheinert (Kinderhörspiel – Rundfunk der DDR)